# NGC 1391
NGC 1391 (również PGC 13436) – galaktyka soczewkowata (SB0), znajdująca się w gwiazdozbiorze Erydanu. Odkrył ją w 1886 roku Francis Leavenworth.